# Theodor Sproll
Theodor Karl Sproll (* 27. Januar 1957 in Konstanz) ist ein deutscher Sozial- und Wirtschaftswissenschaftler, er war 2013 bis Juni 2022 Rektor der DHBW Lörrach.

## Leben
Nach seinem Abitur in Konstanz absolvierte er seinen Wehrdienst beim Panzerbataillon 294 in Stetten am kalten Markt und studierte an der Universität Konstanz Sozial- und Verwaltungswissenschaften (1977–1982). Ab 1981 war er gleichzeitig Mitarbeiter am Institut für Sozial- und Wirtschaftswissenschaften an derselben Universität. 1985 wurde er als externer Mitarbeiter des Instituts mit seiner Dissertation zum Thema Arzneimittellisten und Kostendämpfung zum Dr. der Wirtschaftswissenschaften promoviert. In den Jahren 2003–2005 studierte er zusätzlich in verschiedenen Programmen an der Harvard Business School, Boston, er ist dort Alumnus (AMP).
Nach verschiedenen Positionen bei Ciba-Geigy AG Basel (1982–1987), Hoffmann-La Roche AG, Grenzach-Wyhlen (1989–1998), Geschäftsführer bei Novartis-Deutschland in Nürnberg (1999–2002) wurde er 2002 bei der Novartis Pharma AG Schweiz Mitglied der Konzernleitung zuletzt mit der Funktion: Global Head Market Access.
Theodor Sproll wurde 2007 als Professor und Leiter des Studiengangs BWL-Gesundheitsmanagement an die Vorgängereinrichtung der Dualen Hochschule Baden-Württemberg nach Lörrach berufen. Von 2010 bis 2013 war er Prorektor, seit April 2013 ist er Rektor der DHBW Lörrach, im Juli 2019 wurde er für eine weitere 6-jährige Amtsperiode bestätigt, beendete jedoch seine Tätigkeit als Rektor im Juni 2022.
Theodor Sproll ist verheiratet mit Brigitte Sproll, beide haben gemeinsam einen Sohn und eine Tochter.

## Tätigkeitsbereiche in der DHBW
- Aufbau und Positionierung des Studiengangs BWL-Gesundheitsmanagement: Konzepterstellung, Modulbeschreibungen, Gewinnung von Ausbildungspartnern und Dozenten.
- Schwerpunkte der Lehrtätigkeit: Marketing und Verkauf, Competitive Strategy, Branding, Negotiation.
- Betreuung des Studium Generale mit Kollegen
- Mitgestaltung des Zentrums für Kontaktstudien.
- Dozent im Rahmen des Erasmus Programmes.
- Leiter der zentralen AG Gesundheitswissenschaften der DHBW

- Sproll wurde 2010 zum  Prorektor und Dekan der Fakultät Wirtschaft an der DHBW Lörrach berufen.
- Seine Wahl zum Rektor der Hochschule erfolgte im März 2013, diese Wahl wurde im Juli 2019 für eine weitere Amtsperiode von 6 Jahren bestätigt.